# Salceda de Caselas
Salceda de Caselas är en kommun i Spanien. Den ligger i provinsen Pontevedra i den autonoma regionen Galicien i nordvästra delen av landet, 500 km nordväst om huvudstaden Madrid. Antalet invånare är 9 430 (2024). Salceda de Caselas gränsar till O Porriño, Ponteareas, Salvaterra de Miño och Tui.